# Witchblade: Nuova vita
Witchblade: Nuova vita (New Life) è un arco narrativo della serie regolare di Witchblade, che comprende i numeri da 104 a 109 pubblicata negli Stati Uniti da Top Cow Productions tra dicembre 2006 e settembre 2007. Oltre a comprendere un nuovo capitolo di Tales of the Witchblade, incentrate su una precedente detentrice, questi albi si concentrano sulle vicende della nuova detentrice della Lama Stregata, Danielle Baptiste e sulla nuova vita di Sara Pezzini, che deve fare i conti con una gravidanza imprevista e un'esistenza normale, senza Witchblade.

## Nuova vita
(Witchblade 104: New Life). In questo numero, ancora prettamente introduttivo, la detective Sara Pezzini, impegnata a seguire un criminale, ricorda come ora non possa più fare affidamento su Witchblade: dopo aver scoperto di essere incinta ha infatti ceduto l'arma a Danielle Baptiste, una giovane studentessa di danza. Qui fa il suo debutto Stjepan Sejic, il nuovo disegnatore di Witchblade.

## Intervento divino
(Witchblade 105: Divine Intervention). Patience, l'attuale Magdalena, torna a New York in cerca di Sara e Witchblade per una nuova missione. Nonostante Sara le confessi di aver ceduto l'arma, non rinuncia ad accompagnare Patience in un deposito della polizia a recuperare un'antica reliquia prima che finisca nelle mani di un demone. Sara senza Witchblade, però, si mostra subito in difficoltà. è il primo numero interamente illustrato da Stjepan Sejic.

## I morti viventi 1
(Witchblade 106: Raising the Dead -Part 1). Danielle Baptiste è costretta a rientrare a New Orleans, sua città natale, dopo aver saputo che suo padre è stato ricoverato in seguito a un infarto. Mentre si trova in ospedale viene perseguitata da strani incubi, dove si vede salire in una soffitta richiamata da un bambino di colore con la bocca e gli occhi cuciti. A passeggio per le strade della città, viene avvicinata da una cartomante che le racconta la storia di Madeleine Desormeaux, la proprietaria di una piantagione di cotone nei pressi di New Orleans, misteriosamente scomparsa dopo aver scoperto che torturava a morte gli schiavi nella sua soffitta. Ora le vittime di Madeleine stanno chiamando Danielle perché spezzi la maledizione con l'aiuto di Witchblade.

## I morti viventi 2
(Witchblade 107: Raising the Dead -Part 2). Giunta a casa Desormeaux, Danielle viene fermata dagli spiriti delle vittime di Madeleine: le confessano che la donna non è morta, ma abita ancora la casa, e che loro non possono trovare la pace finché non uccidono la loro torturatrice. Al termine della vicenda, ricompare la cartomante che esorta Danielle a capire se è lei ad avere il controllo di Witchblade o è il contrario.

## Scambio di favori 1
(Witchblade 108: One Good Turn -Part 1). Danielle torna a New York decisa a restituire la Lama Stregata a Sara, che però rifiuta, promettendole, invece, di aiutarla e spiegarle tutto ciò che sa sui poteri di Witchblade. Poco prima di lasciare il suo ufficio, Sara viene aggredita da Celestine Wright, una criminale che lei stessa aveva arrestato, decisa a vendicarsi di Sara e impossessarsi di Witchblade.

## Scambio di favori 2
(Witchblade 109: One Good Turn -Part 2). Danielle interviene al momento giusto per salvare Sara, ma Celestine riesce a metterla fuori gioco. Celestine porta Sara nel seminterrato della Centrale di Polizia, dove le racconta che, dopo un lungo periodo in manicomio, è riuscita a liberarsi di quella sua nevrosi che la obbligava a compiere un'azione cattiva e una buona per ripristinare l'equilibrio, capendo che le azioni buone non servivano a nulla. Danielle riesce a salvare di nuovo Sara e si dimostra sempre più capace di controllare la volontà di Witchblade, sconfiggendo Celestine, senza ucciderla.

## Un nuovo arrivo 1
(Witchblade 108: New Arrival -Part 1). In questo nuovo capitolo di Tales of the Witchblade si ripercorrono le vicende di Shidori Sama, la detentrice di Witchblade nel Giappone medievale. Sorpresa dall'arrivo della detentrice della Spada di Sangue, alla ricerca della Lama Stregata per conto del suo signore, Shidori confessa di averla ceduta dopo aver scoperto di essere incinta.

## Un nuovo arrivo 2
(Witchblade 109: New Arrival -Part 2). Yuka-chan, la ragazza scelta da Shidori come nuova detentrice di Witchblade, si prepara ad affrontare la sua avversaria. Nonostante dimostri di possedere un buon controllo della Lama Stregata nella lotta, non riesce comunque a imporre completamente la sua volontà sull'artefatto.